# هوهنتاورن
هوهنتاورن (بالإنجليزية: Hohentauern)‏ هي Landgemeinde وmunicipality of Austria تقع في منطقة مورتال في النمسا. يقدر عدد سكانها 92.63 كم2 وترتفع عن سطح البحر 1,274 متر.